# جيم بروغان
جيم بروغان (بالإنجليزية: Jim Brogan)‏ هو لاعب كرة قدم بريطاني، ولد في 5 يونيو 1944 في غلاسكو في المملكة المتحدة، وتوفي بنفس المكان في 24 سبتمبر 2018 بسبب خرف. شارك مع منتخب اسكتلندا لكرة القدم. أما مع النوادي، فقد لعب مع كوفنتري سيتي ونادي آير يونايتد ونادي سلتيك.

## مسيرته الكروية
لعب جيم بروغان خلال مسيرته الاحترافية مع 3 أندية في خمسة عشر موسمًا وسجل خلالها 6 أهداف ضمن 253 مباراة. حيث فاز في سبعة مواسم بالكأس وفي تسعة مواسم بالدوري.
خاض جيم بروغان مسيرته مع نادي سلتيك في موسم 1963–64 ليلعب معه اثنا عشر موسمًا، مشاركًا في 212 مباراة سجل خلالها 6 أهداف. ثم انتقل إلى نادي كوفنتري سيتي في موسم 1975–76 لمدة موسم واحد، حيث شارك في 28 مباراة ولم يسجل أي هدف. لينتقل بعدها إلى نادي آير يونايتد في موسم 1976–77 ولمدة موسمين، مشاركًا في 13 مباراة ولم يسجل أي هدف أيضًا.

## وصلات خارجية
- جيم بروغان على موقع الاتحاد الإسكتلندي (الإنجليزية)
- جيم بروغان على موقع قاعدة بيانات كرة القدم.إي يو (الإنجليزية)
- جيم بروغان على موقع ناشيونال فوتبول تيمز (الإنجليزية)
- جيم بروغان على موقع عالم كرة القدم.نت (الإنجليزية)